# Ixtiyor Navroʻzov
Ixtiyor Navroʻzov (en russe : Ихтиёр Каримович Наврузов, Ikhtiyor Navruzov) est un lutteur libre ouzbek né le 5 juillet 1989 à Boukhara.
Il est notamment médaillé de bronze aux Jeux olympiques d'été de 2016 et vice-champion du monde en 2015 en catégorie des moins de 65 kg. 

## Palmarès

### Jeux olympiques
- Médaille de bronze en lutte libre dans la catégorie des moins de 65 kg en 2016 à Rio de Janeiro

### Championnats du monde
- Médaille d'argent en lutte libre dans la catégorie des moins de 65 kg en 2015 à Las Vegas

### Championnats d'Asie
- Médaille d'or en lutte libre dans la catégorie des moins de 70 kg en 2018 à Bichkek
- Médaille d'argent en lutte libre dans la catégorie des moins de 70 kg en 2017 à New Delhi
- Médaille d'argent en lutte libre dans la catégorie des moins de 66 kg en 2011 à Tachkent
- Médaille de bronze en lutte libre dans la catégorie des moins de 66 kg en 2010 à New Delhi

### Jeux asiatiques
- Médaille de bronze en lutte libre dans la catégorie des moins de 65 kg en 2014 à Incheon

### Jeux asiatiques en salle
- Médaille de bronze en lutte libre dans la catégorie des moins de 70 kg en 2017 à Achgabat